# Mercedes-Benz Classe B
O Classe B é um monovolume compacto da Mercedes posicionado acima do Classe A.

## Design

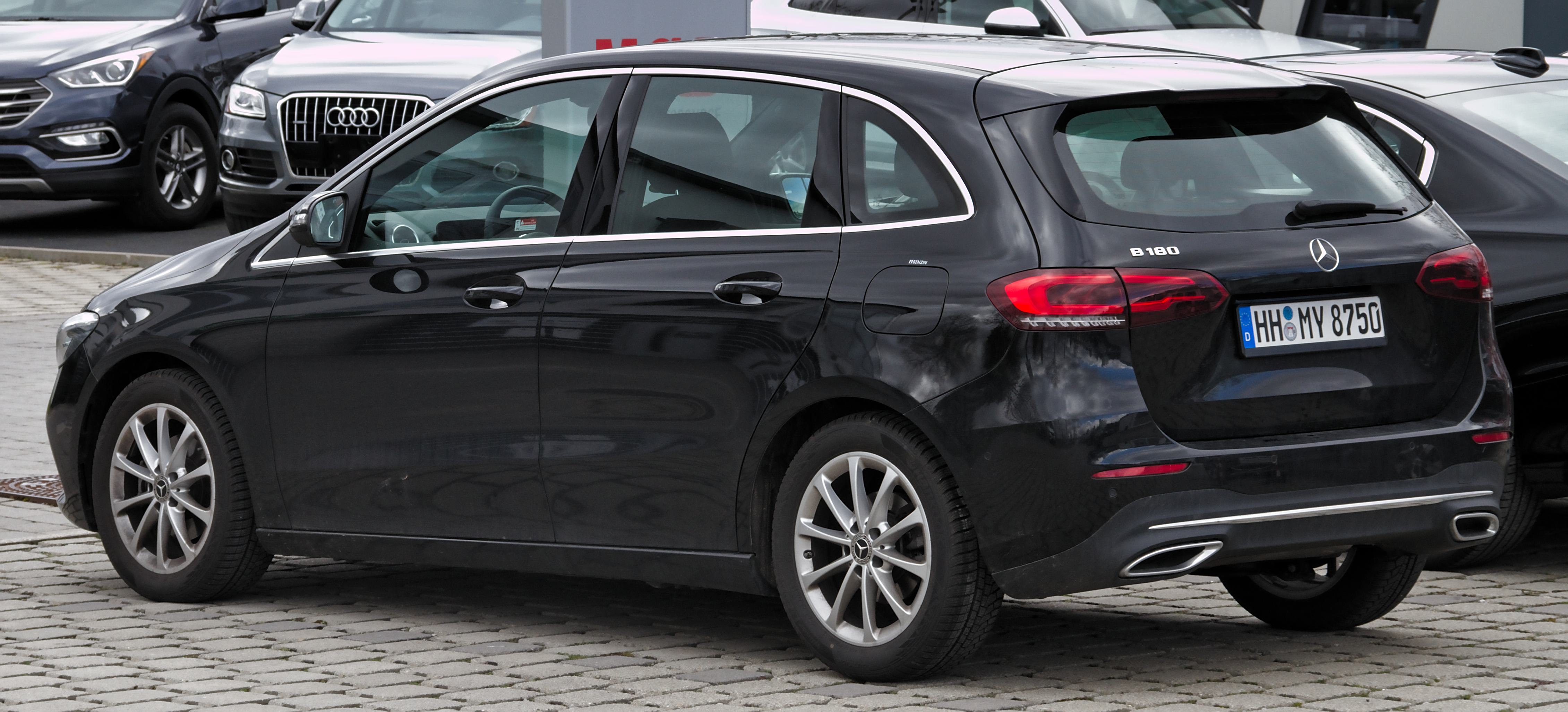
Visão traseira

Tendo em mente o mercado dos Estados Unidos, e em comparação com o Classe A, aliás indo buscar muitas parecenças à Classe R, o aspeto do Classe B foi estilizado a partir do nariz. Alguns dos minúsculos detalhes estilísticos do Classe A foram removidos. Em particular, a frente do veículo foi alongada (embora mantendo o sistema anticolisão Sandwich).

## Assistente de direção
O volante multifunções (característica normal) permite que o motorista use o seu polegar para controlar o rádio, telefone e de outros sistemas. Não há direção assistida (característica normal) ajuda no controle do automóvel, variando de acordo com a velocidade.
O COMAND APS é um sistema onde são dadas instruções rota para o sistema de navegação, e as informações são fornecidas através de SMS. O autorrádio, DVD telefone e os controlos são combinadas em uma única unidade com um ecrã 6,5 polegadas. As opções são: padrão de áudio 20 rádio / CD único, ou COMAND Audio 50 APS APS.
Parktronic emite alerta e de usos múltiplos tons LED s para indicar o modo como o carro está longe de um obstáculo.
W169 define o Light & Visão pacote, com vários benefícios: 
- HID faróis bi-xénon (recurso opcional), com lâmpadas de descarga de gás para o feixe de cruzamento
- Viragem luz s (característica normal), onde o principal feixe de estrada depressões em cruzamentos e cantos apertados
- Active luz sistema (característica normal), onde as vigas segue a direção movimentos
- Faróis Auxiliar (característica normal) é um sensor no pára-brisas acompanhamento luz ambiente que os níveis de ligar os faróis automaticamente, conforme exigido
- Chuva sensor (característica normal) suavemente ajusta o wiper velocidade, em função da intensidade das chuvas.

Como um padrão além disso, quando entrar num túnel ou uma garagem subterrânea, o Tunnel Mode fecha todas as janelas panorâmicas e ao deslizamento teto solar.

## Conforto
O multicontour banco (recurso opcional) é composto por um conjunto de pequenas ar atenuar s individualmente ajustada ao corpo do condutor, como ele / ela desejar.

### Ar Condicionado
O W245 unidades têm um poderoso carro ar condicionado sistema, com ajuste para separar temperatura condutor e passageiro dianteiro.
Standard CDI modelos incluem um Aquecedor Booster System (norma sobre modelos CDI) que instantaneamente inundações no interior do B-Class com ar quente. 
O mais avançado é o sistema Thermotronic (recurso opcional), que mantém e regula a temperatura, de acordo com um sofisticado conjunto de Sensores que medem a temperatura, luz solar, umidade e até mesmo os níveis de poluentes do ar ambiente, causando todas as aberturas para fechar automaticamente.

### Teto-Solar
O novo opcional teto-solar é dividido em pequenos painéis que podem ser deslocadas individualmente. Cada um pode ser controlado separadamente para administrar os tons seletivamente no interior do Classe B.

## Segurança
De alta resistência e de ultra-alta resistência do aço ligas são combinadas com alta resistência coladas.

### Airbags
O Classe B-tem vários airbags. O airbag frontal é adaptativa com duas fases geradores de gases (característica normal), onde o sistema avalia a gravidade do acidente. B-A classe inclui ainda airbags laterais de cabeça e tórax (padrão para motorista e passageiro dianteiro).
Dois outros acréscimos são opcionais: Traseira Sidebags (recurso opcional) para a lateral-em colisões nas costas e assentos Windowbags: airbags grande expansão como uma cortina de A-C-a-lado com pilares em colisões.

### Cintos
O sistema do cinto B-Class W245 é simplesmente surpreendente. A Adaptive Função (característica normal para motorista e passageiro dianteiro) adapta a força exercida pelo correia, relaxante dinamicamente durante a colisão. Pelo contrário, os esticadores (característica normal) continuamente a fim de eliminar qualquer possível ajustar folga, e aumentar o aperto, caso seja necessário. O condutor tem um relatório se todos os cintos são buckled (característica normal).

### Cabeça e Pescoço
Por último, os ativas cabeça s (característica normal) respondem de forma ativa para a colisão, garantindo ainda mais proteção.

### Outros
Embora haja a condução Aceleração-Skid Controle (ASR) (característica normal) e o Programa Electrónico de Estabilidade ESP (característica normal) que reduzem o risco de skidding. Não há freios a disco em todas as quatro rodas, e pára de emergência são melhorados com o Sistemas de travagem antibloqueio (ABS) e Brake Assist (BAS), norma sobre a Mercedes Benz A-Class. BAS deteta de travagem de emergência (a maior parte dos motoristas aplicar os travões rapidamente, mas sem pressão suficiente) e exerce pressão máxima de frenagem.

## Especificações
| Specification                | B180 CDI      | B200 CDI      | B150          | B170          | B200          | B200 Turbo    |
| ---------------------------- | ------------- | ------------- | ------------- | ------------- | ------------- | ------------- |
| Comprimento (m)              | 4.270         | 4.270         | 4.270         | 4.270         | 4.270         | 4.270         |
| Largura (m)                  | 1.777         | 1.777         | 1.777         | 1.777         | 1.777         | 1.777         |
| Altura (m)                   | 1.603         | 1.603         | 1.603         | 1.603         | 1.603         | 1.603         |
| Roda (m)                     | 2.778         | 2.778         | 2.778         | 2.778         | 2.778         | 2.778         |
| Kerb weight (kg)             | 1435          | 1435          | 1300          | 1310          | 1345          | 1370          |
| Tanque(l)                    | 54            | 54            | 54            | 54            | 54            | 54            |
| Reserva do Tanque(l)         | 6             | 6             | 6             | 6             | 6             | 6             |
| Cilindros                    | 4/in-line     | 4/in-line     | 4/in-line     | 4/in-line     | 4/in-line     | 4/in-line     |
| Output hp/rpm                | 109/4200      | 140/4200      | 106/5800      | 116/5500      | 136/5750      | 193/5000      |
| Torque Nm/rpm                | 250/1600-2600 | 300/1600-3000 | 160/4000-4500 | 155/3500-4000 | 185/3500-4000 | 280/1800-4850 |
| Velocidade Máxima km/h (mph) | 183 (114)     | 200 (124)     | 185 (115)     | 183 (114)     | 196 (122)     | 225 (140)     |
| Pneus                        | 205/55 R 16   | 205/55 R 16   | 195/65 R 15   | 195/65 R 15   | 205/55 R 16   | 215/40 R 18   |

## Galeria
- Primeira geração (2005-2011)
- Segunda geração (2011-2018)
- Terceira geração (2018-presente)